# ملعب دينيزلي أتاتورك
ملعب دينيزلي أتاتورك (بالتركية: Denizli Atatürk Stadyumu)‏ هو ملعب متعدد الأغراض في دنيزلي، تركيا. يتم استخدامه حاليًا في الغالب لمباريات كرة القدم وهو ملعب دنيزلي سبور. الملعب يتسع لـ 18745 شخصًا وتم بناؤه عام 1950. 

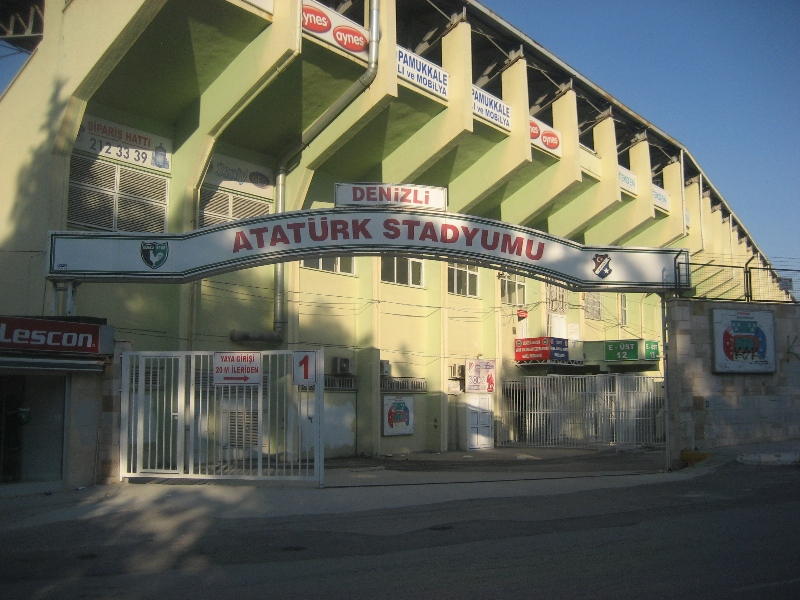
بوابة دخول ملعب دنيزلي أتاتورك في دنيزلي

## روابط خارجية
- معلومات المكان